# David Raven
David Raven (Birkenhead, 10 marzo 1985) è un ex calciatore inglese, di ruolo difensore.

## Carriera

### Club
Ha giocato una partita nella prima divisione inglese con il Liverpool; ha inoltre giocato anche nella prima divisione scozzese.

### Nazionale
Ha giocato nelle nazionali giovanili inglesi Under-17, Under-18, Under-19 ed Under-20.

## Palmarès

### Club

#### Competizioni nazionali
- Coppa di Scozia: 1

Inverness: 2014-2015
- Scottish Challenge Cup: 1

Inverness: 2017-2018

#### Competizioni internazionali
- UEFA Champions League: 1

Liverpool: 2004-2005